# Chen Tao (calciatore)
Chen Tao (陳濤T, 陈涛S, Chén TāoP; Anshan, 11 marzo 1985) è un allenatore di calcio ed ex calciatore cinese, di ruolo centrocampista.

## Carriera

### Nazionale
Ha partecipato ai Mondiali Under-20 del 2005 ed ai Giochi Olimpici del 2008.

## Palmarès

### Competizioni nazionali
- Coppa della Cina: 1

Tianjin Teda: 2011